# F1 (film)
Pour les articles homonymes, voir F1 et Formule 1.
Pour plus de détails, voir Fiche technique et Distribution.
F1 est un drame sportif américain réalisé par Joseph Kosinski, sorti en 2025.
Il est diffusé sur Apple TV+ après une sortie limitée en salles dans certains pays.

## Synopsis
En 1993, Sonny Hayes est un jeune pilote talentueux de Formule 1 dont la carrière prometteuse s'interrompt brutalement à la suite d’un grave accident lors du Grand Prix d’Espagne. Trente ans plus tard, Sonny vit sans attache et vogue de discipline en discipline. Après une victoire aux 24 Heures de Daytona, il est approché par Ruben Cervantes, son ancien coéquipier en F1 devenu propriétaire de l’écurie Apex Grand Prix. En grande difficulté, l’équipe n’a marqué aucun point en trois saisons et risque d’être revendue si elle ne parvient pas à gagner au moins une course dans les neuf Grands Prix restants. Ruben propose à Sonny de revenir comme second pilote aux côtés du jeune prodige Joshua Pearce, pilote principal de l’écurie.
Sonny accepte et rejoint l’équipe pour le Grand Prix de Grande-Bretagne à Silverstone, où il découvre une monoplace peu compétitive. Malgré ses années d’absence, il adopte un style de pilotage agressif et imprévisible. Refusant de suivre les consignes d’équipe, il provoque un accrochage avec Joshua, entraînant l’abandon des deux voitures. La directrice technique Kate McKenna lui reproche alors de ne pas comprendre qu’en Formule 1, la réussite repose sur le travail d’équipe et la coordination entre les pilotes.
Lors du Grand Prix de Hongrie au Hungaroring, Sonny semble encore désobéir aux ordres, mais dans le but de provoquer des sorties répétées de la voiture de sécurité. Cela permet à Joshua de terminer dixième (les tours sous la voiture de sécurité ayant été neutralisés, lui permettant de garder sa place), marquant ainsi le tout premier point de l’écurie. Cette réussite motive Kate, sur un conseil de Sonny, à concevoir une nouvelle pièce aérodynamique capable de transformer les performances de la monoplace.
Avec la nouvelle pièce installée, l’équipe devient plus compétitive. Mais au Grand Prix d'Italie à Monza, sous une pluie battante en fin de course, Joshua se montre trop confiant alors qu'une victoire est possible. Il subit un violent accident, sa monoplace prenant feu. Sonny le sauve de l’incendie, mais la tension monte entre les deux hommes : Joshua, blessé et humilié, reproche à Sonny son attitude. Durant la convalescence de Joshua, Sonny prend la responsabilité de mener l’équipe et marque des points sur plusieurs Grands Prix, à Zandvoort aux Pays-Bas, à Suzuka au Japon et à Mexico, attirant l’attention sur lui et sur Apex.
Au retour de Joshua pour le Grand Prix de Belgique à Spa-Francorchamps, les rivalités reprennent. Jaloux des succès de Sonny et frustré par la dynamique de l’équipe, Joshua force un duel en piste qui envoie Sonny dans les graviers. Avant le Grand Prix de Las Vegas, Kate convoque les deux pilotes pour qu'ils puissent mieux se connaître. Mais tout s'effondre lorsque la FIA juge la nouvelle pièce aérodynamique illégale, sur la base de documents qui ont été falsifiés. Furieux, Sonny prend des risques insensés en course et finit par subir un nouvel accident, laissant l’équipe sans aucun espoir. Ruben, apprenant que Sonny n'aurait jamais dû être apte à piloter à nouveau suite à son accident d'il y a trente ans, l'interdit de courir lors du dernier Grand Prix à Abu Dhabi. Sonny apprend par la suite que Peter Banning, membre du comité d’actionnaires, a envoyé les faux documents à la FIA pour évincer Ruben et reprendre le contrôle de l’écurie, tout en proposant à Sonny le futur poste de directeur d'équipe.
Arrivant au dernier moment au circuit Yas Marina, Sonny, refusant l'offre de Peter Banning, convainc Ruben de le laisser courir, d'autant que l'appel de Kate contre la sanction de la FIA a abouti et que la pièce aérodynamique a été jugée conforme. Bien que contraints de partir en fond de grille, Sonny et Joshua entament une remontée spectaculaire. Ils parviennent à se rapprocher de Lewis Hamilton et Charles Leclerc, mais ils ne sont pas assez rapides pour pouvoir l'emporter. À trois tours de la fin, Sonny provoque un drapeau rouge en s'accrochant avec George Russell pour forcer un nouveau départ et offrir à son équipe une chance de victoire. Sonny met tout en œuvre pour permettre à Joshua de l'emporter, mais dans le tour final, Joshua s’accroche avec Hamilton, laissant Sonny prendre la tête de la course. Il résiste à Leclerc et franchit la ligne d’arrivée en vainqueur, sauvant l’écurie Apex Grand Prix de la vente et laissant ainsi Ruben avoir le contrôle de l'équipe.
Après la célébration, il annonce qu’il se retire définitivement de la Formule 1. Il choisit de retourner en Californie pour participer à une course de Baja, laissant derrière lui une équipe désormais unie et confiante, avec Joshua Pearce installé comme nouveau leader.

## Fiche technique
Sauf indication contraire, les informations mentionnées dans cette section peuvent être confirmées par la base de données cinématographiques IMDb,  présente dans la section « Liens externes ».
- Titre original : F1
- Titre de travail : Apex
- Réalisation : Joseph Kosinski
- Scénario : Ehren Kruger, d’après une histoire de Joseph Kosinski et Ehren Kruger[1]
- Musique : Hans Zimmer
- Décors : Mark Tildesley
- Costumes : Julian Day
- Photographie : Claudio Miranda
- Montage : Stephen Mirrione
- Production : Jerry Bruckheimer, Dede Gardner, Lewis Hamilton, Jeremy Kleiner, Joseph Kosinski, Chad Oman et Brad Pitt
  - Production déléguée : Penni Thow
- Sociétés de production : Copper, Dawn Apollo Films, Jerry Bruckheimer Films et Plan B Entertainment
- Sociétés de distribution : Warner Bros. (États-Unis, France), Apple TV+ (VOD)
- Budget : 300 millions de dollars[2]
- Pays de production :  États-Unis
- Langue originale : anglais
- Format : couleur - 1.90:1 (version IMAX) - 2.39:1 - 12-Track Digital Sound
- Genre : sport, drame
- Durée : 156 minutes
- Dates de sortie[3] :
  - États-Unis : 16 juin 2025 (avant-première au Radio City Music Hall de New York)
  - France : 25 juin 2025 (sortie nationale)
  - États-Unis, Canada : 27 juin 2025 (sortie nationale)
- Classification :
  - États-Unis : PG-13[4]
  - France : Tout public[5]

## Distribution
- Brad Pitt (VF : Jean-Pierre Michaël) : Sonny Hayes
- Damson Idris (VF : Diouc Koma) : Joshua « Noah » Pearce
- Kerry Condon (VF : Olivia Luccioni) : Kate McKenna
- Tobias Menzies : Peter Banning
- Javier Bardem: Ruben Cervantes
- Shea Whigham : Chip Hart
- Kim Bodnia : Kaspar Smolinski
- Joseph Balderrama (en) : Rico Fazio
- Samson Kayo (en) (VF : Baptiste Marc) : Cash
- Will Merrick : Hugh Nickleby
- Sarah Niles : Bernadette Pearce, la mère de Joshua
- Abdul Salis : Dodge
- Callie Cooke (VF : Diane Kristanek) : Jodie
- Luciano Bacheta : Luca Cortez
- David Croft (en) : lui-même
- Martin Brundle : lui-même
- Will Buxton (en) : lui-même
- Toto Wolff (VF : lui-même) : lui-même (caméo)
- Frédéric Vasseur : lui-même
- Tiësto : lui-même (caméo)
- Lewis Hamilton : lui-même (caméo)
- George Russell : lui-même (caméo)
- Max Verstappen : lui-même (caméo)
- Sergio Pérez : lui-même (caméo)
- Charles Leclerc : lui-même (caméo)
- Carlos Sainz Jr. : lui-même (caméo)
- Lando Norris : lui-même (caméo)
- Oscar Piastri : lui-même (caméo)
- Fernando Alonso : lui-même (caméo)
- Lance Stroll : lui-même (caméo)
- Pierre Gasly : lui-même (caméo)
- Esteban Ocon : lui-même (caméo)
- Valtteri Bottas : lui-même (caméo)
- Zhou Guanyu : lui-même (caméo)
- Nico Hülkenberg : lui-même (caméo)
- Kevin Magnussen : lui-même (caméo)
- Daniel Ricciardo : lui-même (caméo)
- Yuki Tsunoda : lui-même (caméo)
- Logan Sargeant : lui-même (caméo)
- Alexander Albon : lui-même (caméo)
- Simone Ashley (scènes coupées)[6],[7].

 Source et légende : version française (VF) sur RS Doublage

## Production

### Genèse et développement
Le projet est évoqué dès décembre 2021, avec Ehren Kruger à l'écriture, Jerry Bruckheimer à la production, Joseph Kosinski comme réalisateur et Brad Pitt en tête d'affiche. Il est plus tard précisé que le pilote britannique Lewis Hamilton serait également impliqué dans le processus. Plusieurs studios et majors se disputent le projet : Paramount Pictures, Metro-Goldwyn-Mayer, Sony Pictures, Universal Pictures, Disney ainsi que les plateformes Netflix, Apple Studios et Amazon Studios. En juin 2022, il est finalement annoncé que les droits de distribution ont été acquis par Apple pour une somme estimée entre 130 et 140 millions de dollars. Warner Bros. est également annoncée pour prendre en charge la distribution du film au cinéma. Le salaire de Brad Pitt est estimé à 30 millions de dollars. En novembre 2022, Claudio Miranda est annoncé comme directeur de la photographie.
En octobre 2022, Brad Pitt est vu sur le circuit d'Austin lors du Grand Prix des États-Unis. L'acteur-producteur est notamment aperçu aux côtés de Lewis Hamilton, producteur et consultant du film. Il est précisé que le pilote ne veut cependant pas apparaître à l'écran pour éviter selon lui le cliché d'apparaître dans un film sur la Formule 1. Par ailleurs, il révèle qu'il devait initialement tenir un rôle dans Top Gun: Maverick, précédent film de Joseph Kosinski, mais le planning n'était pas compatible avec son agenda sportif.
En juillet 2023, il est annoncé que le film s'intitule Apex, et que le tournage va débuter peu après sur le circuit de Silverstone notamment lors du Grand Prix de Grande-Bretagne du 9 juillet 2023.
En juillet 2024, il est annoncé que le film s'intitulera finalement F1, et que le tournage continuera sur la saison 2024 de Formule 1 au cours des week-end de Grand Prix.
En juin 2025, il est précisé que seul Ehren Kruger est crédité au générique comme scénariste. Cependant, Jez Butterworth, Kara Smith, Aaron Sorkin et Christopher Storer sont crédités par la Writers Guild of America comme auteur de matériel additionnel (« additional literary material (not on-screen) »).

### Attribution des rôles
En avril 2023, Damson Idris est annoncé dans le rôle du jeune pilote Joshua Pearce, après un long processus de casting. Kerry Condon prend le rôle de la directrice technique d'APX GP. Tobias Menzies rejoint également le casting quelque temps plus tard,.

### Tournage
Le tournage débute en juillet 2023 sur le circuit de Silverstone notamment lors du Grand Prix automobile de Grande-Bretagne le 9 juillet 2023. Brad Pitt y conduit une Formule 2 modifiée pour ressembler à une monoplace de Formule 1,,.
Lors du Grand Prix britannique, une onzième équipe nommée APX GP est installée dans le paddock de Silverstone. Le stand de l'équipe fictive, placé entre ceux de Mercedes Grand Prix et la Scuderia Ferrari, est similaire aux autres, avec des garages, des panneaux montrant l'identité des pilotes au dessus des box, du matériel de Formule 1 et des ailerons de rechange installés sur des racks. Les deux monoplaces du film (des Formule 2 dont l'empattement est augmenté pour supporter l'ajout de quinze caméras) sont présentes. La livrée noir et or rappelle celles des Lotus-JPS et présente notamment les sponsors Tommy Hilfiger et IWC communs à Mercedes. Les pilotes rouleront pendant quelques virages avec les vraies monoplaces. L'équipe de tournage est encore présente la semaine suivant le Grand Prix, lors des essais pneumatiques de Haas et Red Bull Racing,.
Le tournage est stoppé en juillet 2023 en raison de la grève du syndicat SAG-AFTRA. En janvier 2024, certaines scènes sont tournées en Floride sur le Daytona International Speedway dans le cadre des 24 Heures de Daytona.

### Bande originale
Plusieurs artistes sont annoncés au sein de la bande originale, dont Ed Sheeran, Rosé de Blackpink, Tate McRae, Madison Beer, Tiësto ou encore Doja Cat. Hans Zimmer est également chargé de la composition.
Liste des titres
| 1.    | Whole Lotta Love               | Led Zeppelin,               | 5:34 |
| 2.    | No Room for a Saint            | Dom Dolla, Nathan Nicholson | 3:56 |
| 3.    | Drive                          | Ed Sheeran                  | 3:07 |
| 4.    | Just Keep Watching             | Tate McRae                  | 2:22 |
| 5.    | Messy                          | Rosé                        | 2:59 |
| 6.    | Don't Let Me Drown             | Burna Boy                   | 3:05 |
| 7.    | Underdog                       | Roddy Ricch                 | 2:22 |
| 8.    | Grandma Calls the Boy Bad News | Raye                        | 3:26 |
| 9.    | Bad as I Used to Be            | Chris Stapleton             | 5:00 |
| 10.   | Baja California                | Myke Towers                 | 2:23 |
| 11.   | OMG!                           | Tiësto, Sexyy Red           | 2:32 |
| 12.   | All at Once                    | Madison Beer                | 2:34 |
| 13.   | D.A.N.C.E                      | Peggy Gou                   | 3:15 |
| 14.   | Double C                       | PAWSA                       | 3:46 |
| 15.   | Attention                      | Mr Eazi                     | 2:53 |
| 16.   | Give Me Love                   | Darkoo                      | 2:20 |
| 17.   | Gasoline                       | Obongjayar                  | 3:39 |
| 53:08 |                                |                             |      |

## Accueil

### Sortie
Le film est prévu pour être principalement diffusé sur Apple TV+, les droits de distribution ayant été acquis en juin 2022 par Apple Studios. Le film sort dans certains cinémas IMAX américains le 27 juin 2025 et le 25 juin 2025 en France, distribué par Warner Bros..

### Box-office
En France, le film réalise pour son premier jour d'exploitation 158 653 entrées, dont 63 635 dans le cadre d'avant-premières. Au moment de sa sortie, c'est le cinquième meilleur démarrage de l'année 2025. Après cinq jours d'exploitation, F1 totalise 669 704 entrées, porté par le début de la Fête du cinéma, et se classe en tête du box-office. En une semaine, le film franchit la barre symbolique du million d'entrées et réalise la troisième meilleure semaine de lancement de l'année derrière Lilo et Stitch et God Save the Tuche. En deuxième semaine, F1 cède sa première place à Jurassic World : Renaissance, mais engrange 651 038 entrées supplémentaires, pour un total de 1,65 million d'entrées. Le film franchit la barre des 2 millions d'entrées à l'issue de sa troisième semaine.
Aux États-Unis, lors de son premier week-end en salles, F1 prend également la tête du classement et récolte 55,6 millions de dollars de recettes, soit le meilleur démarrage pour une production Apple Original Films. Lors de son deuxième week-end, F1 est surpassé par Jurassic World : Renaissance et subit une chute de 54 % de ses revenus pour un week-end à 26 millions de dollars, lui faisant dépasser la barre des 100 millions sur le sol américain. Un quart des recettes proviennent des projections IMAX, format pour lequel le film a été conçu. À l'issue de son troisième week-end, F1 glisse à la troisième place suite à l'arrivée de Superman, et engrange 13 millions de dollars supplémentaires, pour un cumul de 136 millions. Le film dépasse les 150 millions de dollars sur le sol américain après son quatrième week-end en salles.
Dans le monde entier, le box-office s'élève à 144 millions de dollars pour le premier week-end. Après dix jours, le film atteint 293 millions de dollars de recettes et dépasse ainsi Napoléon de Ridley Scott, devenant ainsi le plus gros succès d'une production Apple dans le monde. En trois semaines, le film cumule 395 millions de dollars de recettes dans le monde. Un mois après sa sortie, c'est la barre des 500 millions de dollars qui est dépassée, le film devenant ainsi le nouveau record au box-office de Brad Pitt au cinéma devant Ocean's Eleven.
| Pays ou région | Box-office        | Date d'arrêt du box-office | Nombre de semaines |
| -------------- | ----------------- | -------------------------- | ------------------ |
| États-Unis     | 182 848 183 $     | en cours                   | 5                  |
| France         | 2 962 891 entrées | en cours                   | 8                  |
| Allemagne      | 831 247 entrées   | en cours                   | 5                  |
| Espagne        | 877 094 entrées   | en cours                   | 5                  |
| Brésil         | 1 154 648 entrées | en cours                   | 5                  |
| Russie         | 278 370 entrées   | en cours                   | 5                  |
| Italie         | 689 171 entrées   | en cours                   | 5                  |
| Corée du Sud   | 2 393 839 entrées | en cours                   | 5                  |
| Chine          | 7 050 065 entrées | en cours                   | 5                  |
| Total mondial  | 590 548 183 $     | en cours                   | 5                  |

### Critique
En France, le site Allociné donne une moyenne de 3,2⁄5, d'après l'interprétation de 33 critiques de presse.
À l'international, l'agrégateur de critiques Rotten Tomatoes attribue un score de 83 % de critiques positives sur 344 critiques de presse, attribuant au film le label « Certified Fresh ».